# Poecilasthena aedaea
Poecilasthena aedaea là một loài bướm đêm trong họ Geometridae.